# 峯塚古墳
峯塚古墳（みねづかこふん）は、奈良県天理市杣之内町にある古墳。形状は円墳。杣之内古墳群を構成する古墳の1つ。史跡指定はされていない。

## 概要
奈良盆地東縁、東から延びる小丘陵尾根の南裾に築造された大型円墳である。1969年（昭和44年）に天理大学歴史研究会による測量調査が実施されているほか、発掘調査は実施されていない。
墳形は円形。墳丘は3段築成で、1段目裾は直径35.5メートル、2段目裾は直径28.4メートル、3段目裾は直径17.6メートルを測り、墳丘全体としては高さ約5メートルを測る。墳丘外表では凝灰岩質砂岩（天理砂岩）の長方形切石によるレンガ状貼石が認められる。また墳丘周囲には周濠の可能性が指摘される。埋葬施設は両袖式の横穴式石室で、南方向に開口する。花崗岩の巨石の切石を用いた整美な大型石室で、岩屋山古墳（明日香村）に類似する岩屋山式石室になる。早い段階で盗掘に遭っているため副葬品は詳らかでない。
築造時期は、古墳時代終末期の7世紀前半-中葉頃の築造と推定される。当時としては大王陵クラスの石室が構築された古墳として、奈良県内では代表的な終末期古墳の1つになる。付近では大型の終末期古墳として塚穴山古墳（天理市勾田町、峯塚古墳の先行古墳）も知られるほか、奈良時代の墓として精巧な海獣葡萄鏡が副葬された杣之内火葬墓があり、これらを物部氏の首長墓とする説が挙げられている。また斉明天皇陵の可能性のある岩屋山古墳の石室と同型式である点、本古墳の貼石で使用された天理砂岩の切石は斉明朝の酒船石遺跡（明日香村）でも使用されている点から、斉明天皇期に活躍した被葬者像が想定される古墳になる。

## 埋葬施設

石室俯瞰図

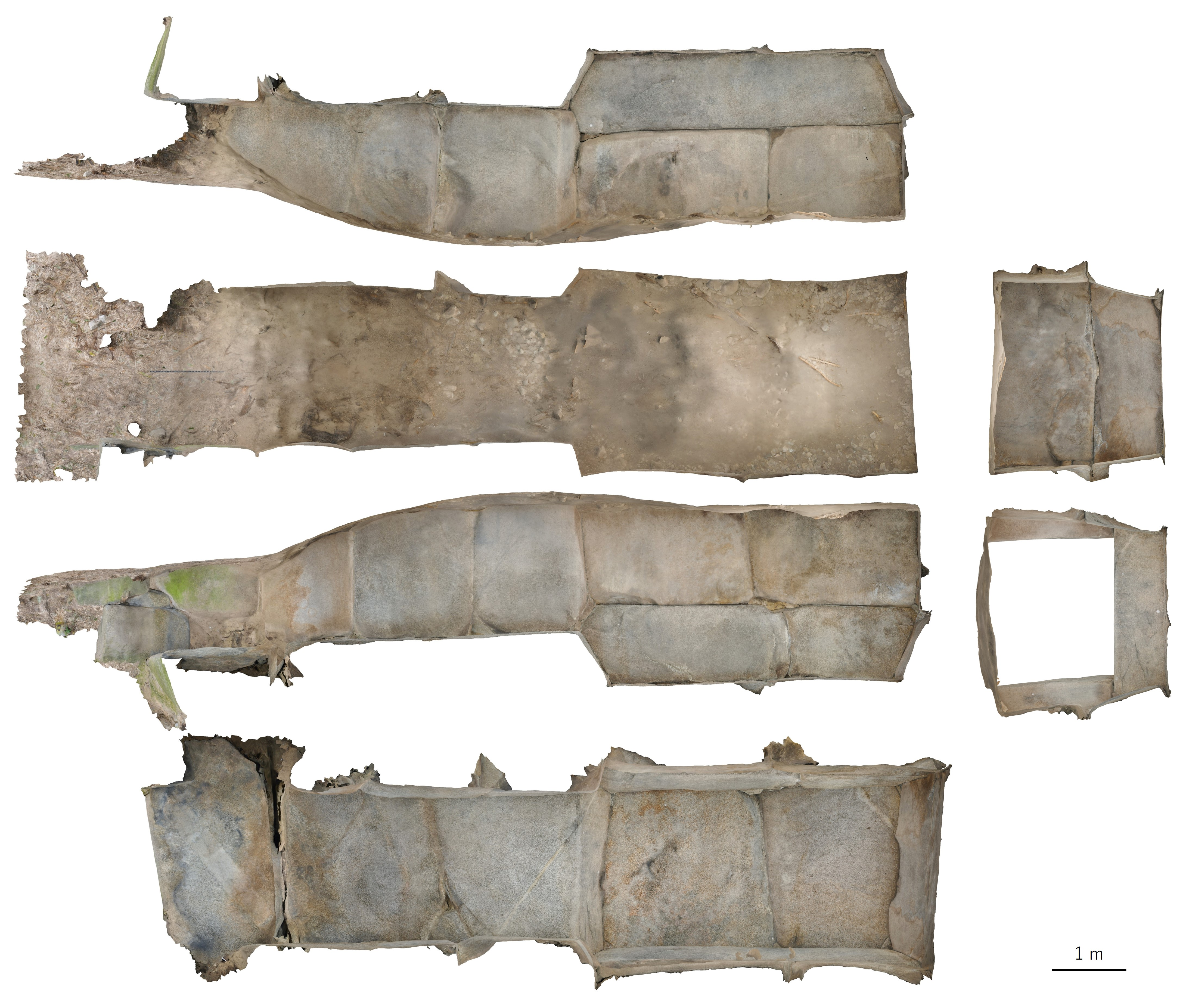
石室展開図

埋葬施設としては両袖式横穴式石室が構築されており、南方向に開口する。石室の規模は次の通り。
- 石室全長：11.11メートル
- 玄室：長さ4.46メートル、幅2.58メートル（奥壁）・2.60メートル（玄門）、高さ2.4メートル
- 羨道：長さ6.65メートル、幅2.28メートル、高さ1.70メートル

石室は花崗岩の巨石の切石を用いた整美なものであり、石材のうち大きなものでは幅4.5メートル・高さ1.2メートルを測る。玄室は奥壁・側壁とも2段積みであり、目地には漆喰を使用する。玄室の天井石は3枚。
石室の形態としては岩屋山古墳（明日香村）と同様の特徴を有しており、「岩屋山式石室」と捉えられるが、岩屋山古墳石室とは玄室は同規模であるものの羨道は短縮されている。また小谷古墳（橿原市）石室とはほぼ同一設計になるとして注目される。前時代（古墳時代後期）には各地域の有力豪族同士で石室が似る例は少ないが、終末期に入ると小谷古墳と峯塚古墳のように地域を超えて同一設計で石室が築造されるようになり、石工集団が豪族管理から朝廷管理に移行した様子が示唆される。

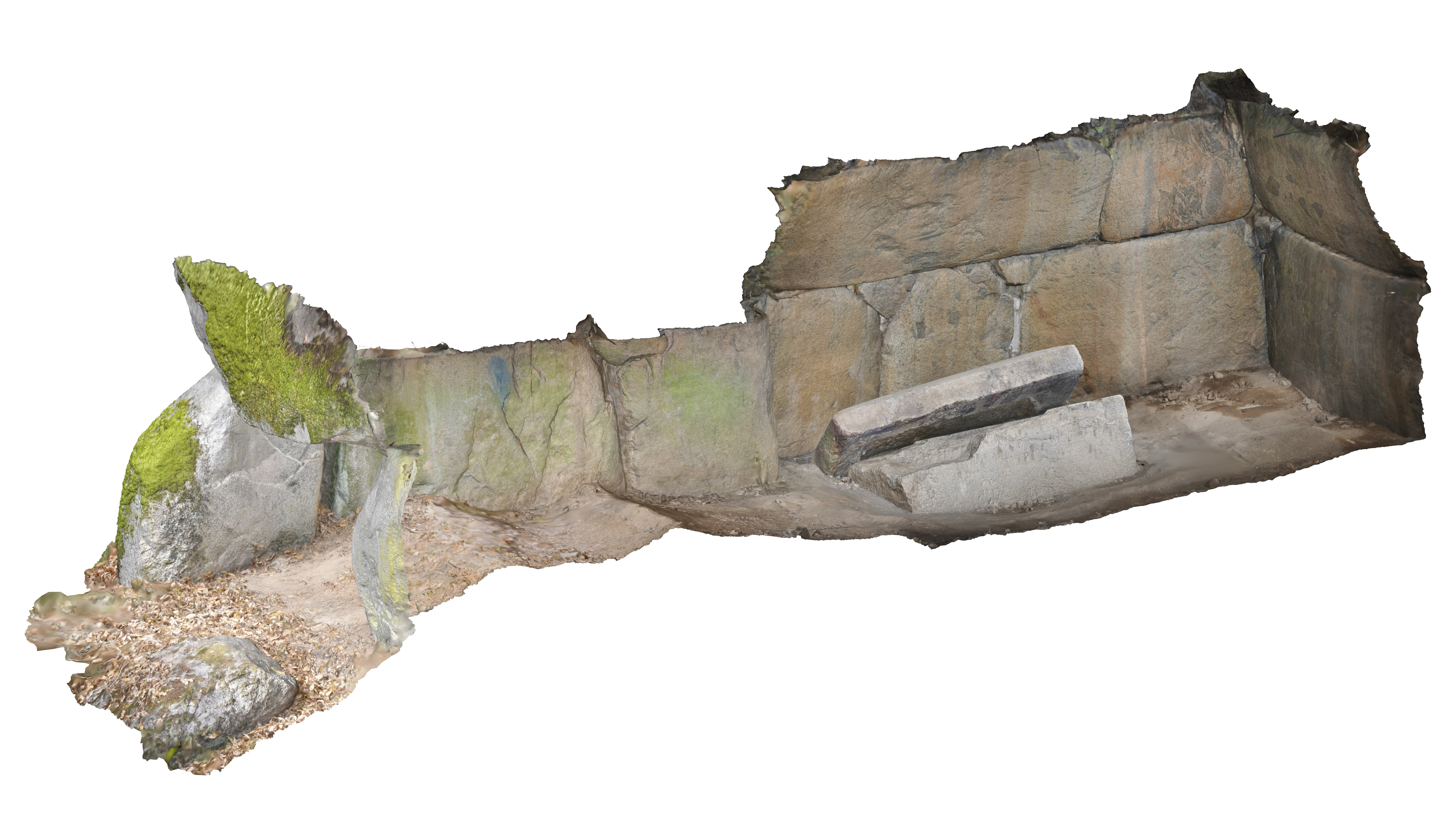
参考：小谷古墳石室俯瞰図
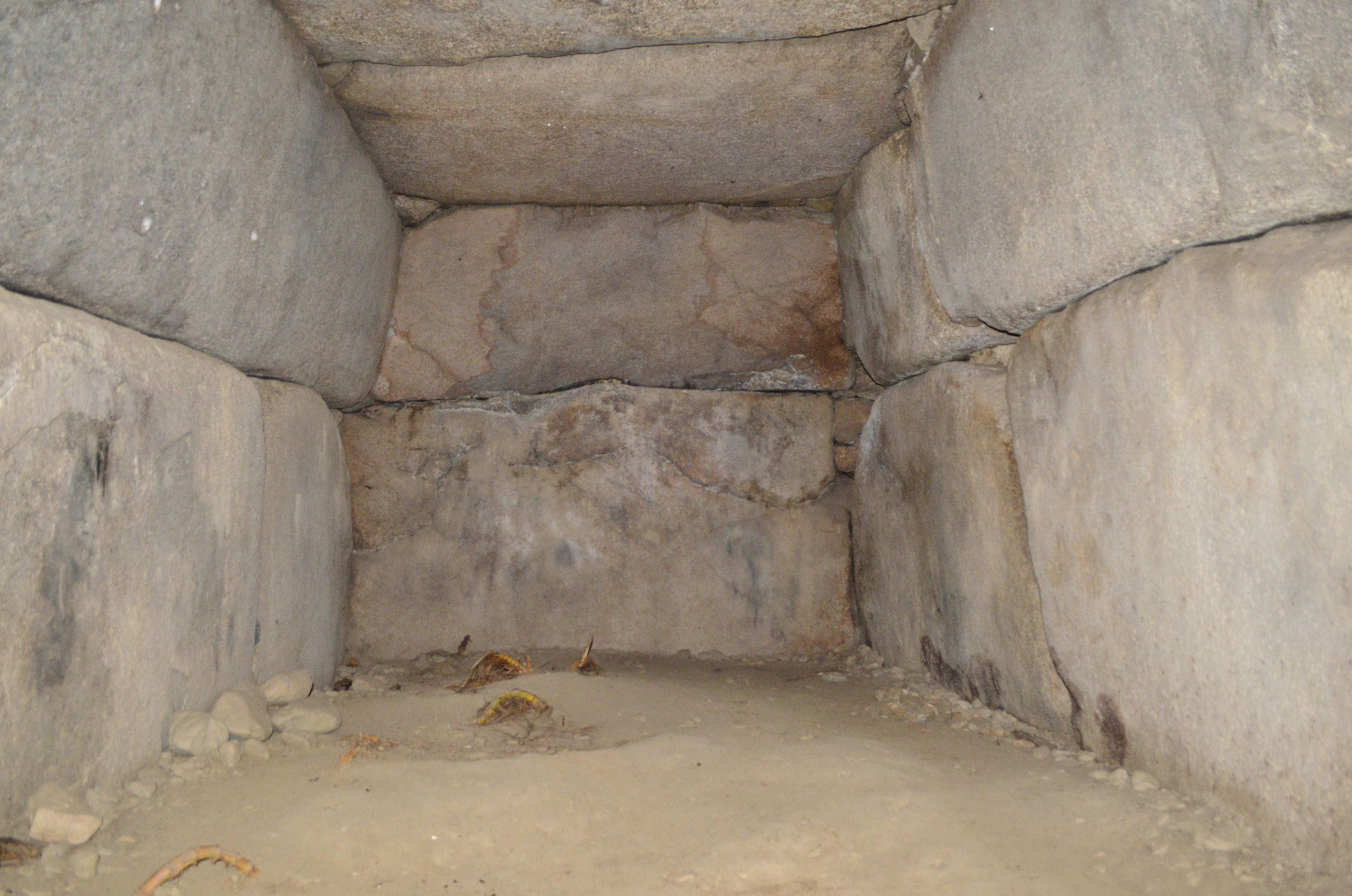
玄室（奥壁方向）
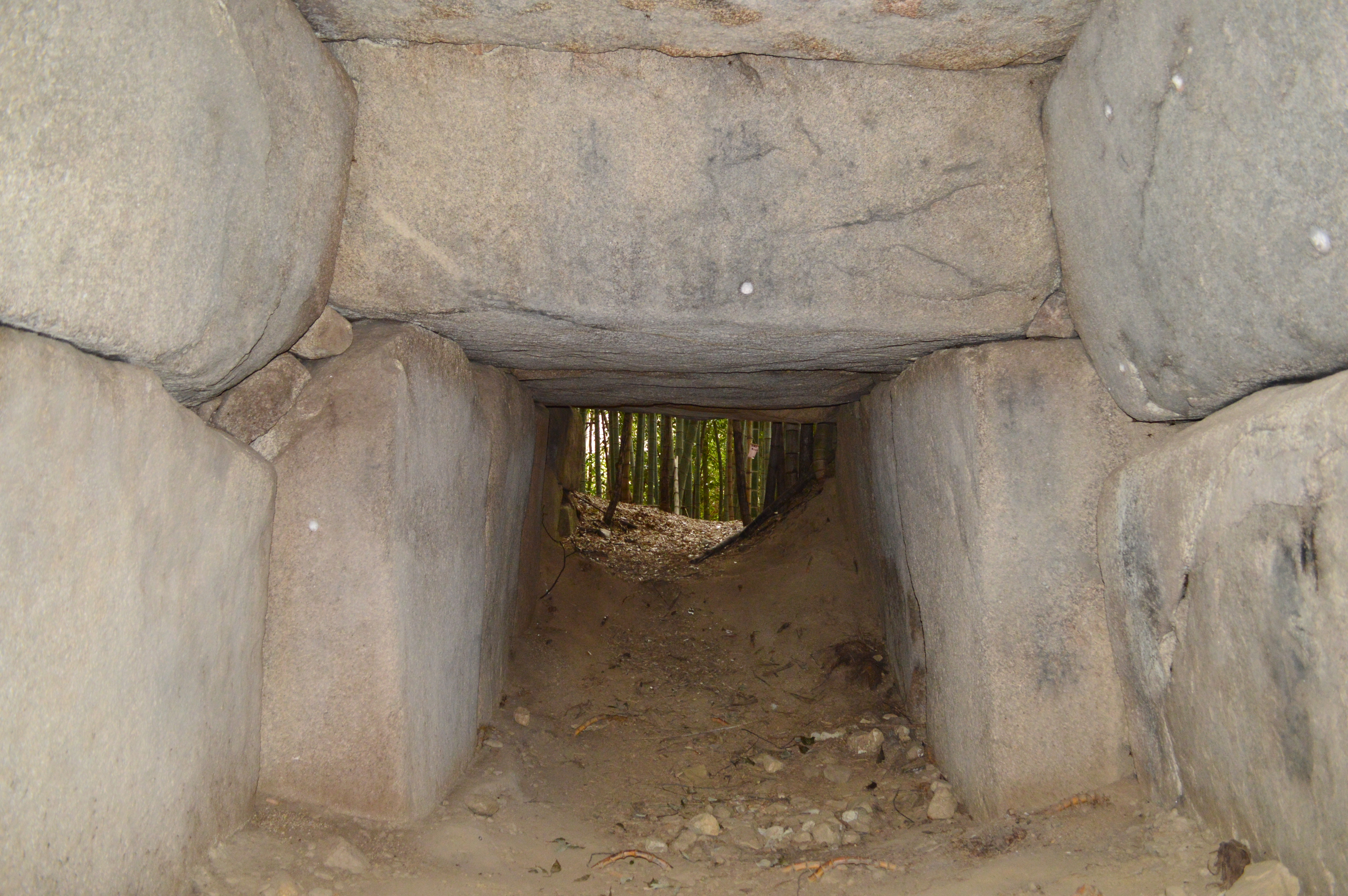
玄室（開口部方向）
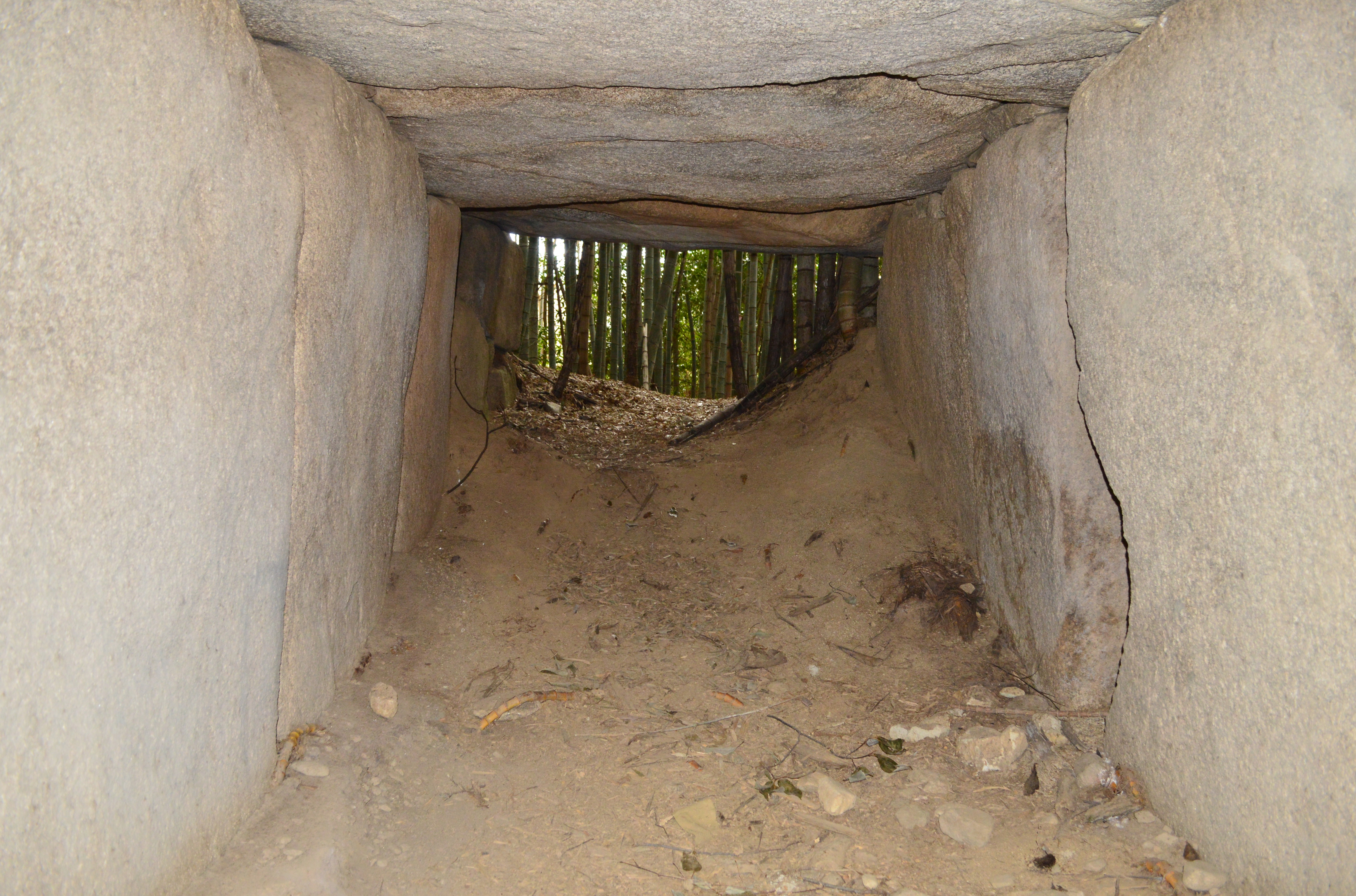
羨道（開口部方向）
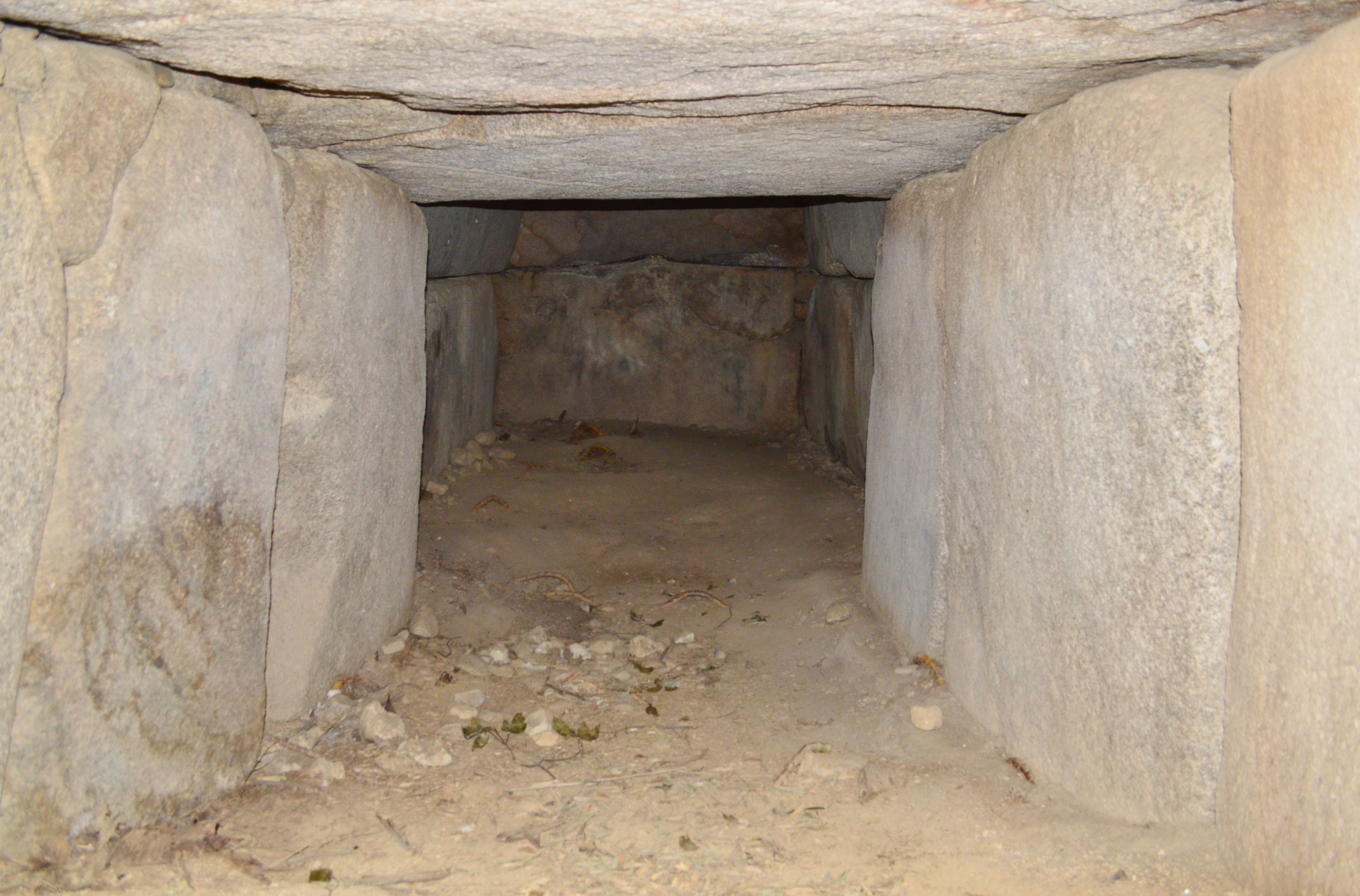
羨道（玄室方向）

## 関連文献
（記事執筆に使用していない関連文献）
- 『奈良県天理市峯塚古墳・西乗鞍古墳・鑵子塚古墳測量調査報告』天理大学歴史研究会〈天理大学歴史研究会調査研究報告1〉、1992年。
- 「峯塚古墳」『物部氏の古墳 杣之内古墳群』天理市教育委員会、2021年。 - リンクは奈良文化財研究所「全国文化財総覧」。